# Rusnica
Rusnica is een plaats in de gemeente Hum na Sutli in de Kroatische provincie Krapina-Zagorje. De plaats telt 209 inwoners (2001).